# Vienna Open
Il Vienna Open, nome ufficiale Erste Bank Open per ragioni di sponsorizzazione, e conosciuto in precedenza come Stadthalle Open, Fischer Grand Prix e Bank Austria Tennis Trophy, è un torneo di tennis maschile di categoria ATP Tour 500, categoria nella quale è stato votato dai tennisti come miglior torneo del 2021. Si tiene annualmente dal 1974 sui campi in cemento indoor della Wiener Stadthalle di Vienna, in Austria.

## Albo d'oro
Nel singolare, Brian Gottfried (vincitore nel 1977, 1980, 1982, 1983) detiene il record di titoli conseguiti (quattro).
Tra gli atleti italiani, i migliori risultati sono quelli ottenuti da Jannik Sinner (vincitore del singolare nel 2023) e da Gianluca Pozzi e Lorenzo Sonego (finalisti nel singolare rispettivamente nel 1992 e nel 2020).

### Singolare
| Anno | Vincitore             | Finalista             | Punteggio                      |
| ---- | --------------------- | --------------------- | ------------------------------ |
| 1974 | Vitas Gerulaitis      | Andrew Pattison       | 6–4, 3–6, 6–3, 6–2             |
| 1975 | Torneo non disputato  | Torneo non disputato  | Torneo non disputato           |
| 1976 | Wojciech Fibak        | Raúl Ramírez          | 6–7, 6–3, 6–4, 2–6, 6–1        |
| 1977 | Brian Gottfried (1)   | Wojciech Fibak        | 6–1, 6–1                       |
| 1978 | Stan Smith (1)        | Balázs Taróczy        | 4–6, 7–6, 7–6, 6–3             |
| 1979 | Stan Smith (2)        | Wojciech Fibak        | 6–4, 6–0, 6–2                  |
| 1980 | Brian Gottfried (2)   | Trey Waltke           | 6–2, 6–4, 6–3                  |
| 1981 | Ivan Lendl            | Brian Gottfried       | 1–6, 6–0, 6–1, 6–2             |
| 1982 | Brian Gottfried (3)   | Bill Scanlon          | 6–1, 6–4, 6–0                  |
| 1983 | Brian Gottfried (4)   | Mel Purcell           | 6–2, 6–3, 7–5                  |
| 1984 | Tim Wilkison          | Pavel Složil          | 6–1, 6–1, 6–2                  |
| 1985 | Jan Gunnarsson        | Libor Pimek           | 6–7, 6–2, 6–4, 1–6, 7–5        |
| 1986 | Brad Gilbert          | Karel Nováček         | 3–6, 6–3, 7–5, 6–0             |
| 1987 | Jonas Svensson        | Amos Mansdorf         | 1–6, 1–6, 6–2, 6–3, 7–5        |
| 1988 | Horst Skoff           | Thomas Muster         | 4–6, 6–3, 6–4, 6–2             |
| 1989 | Paul Annacone         | Kelly Evernden        | 6–7, 6–4, 6–1, 2–6, 6–3        |
| 1990 | Anders Järryd         | Horst Skoff           | 6–3, 6–3, 6–1                  |
| 1991 | Michael Stich         | Jan Siemerink         | 6–4, 6–4, 6–4                  |
| 1992 | Petr Korda            | Gianluca Pozzi        | 6–3, 6–2, 5–7, 6–1             |
| 1993 | Goran Ivanišević (1)  | Thomas Muster         | 4–6, 6–4, 6–4, 7–6(3)          |
| 1994 | Andre Agassi          | Michael Stich         | 7–6(4), 4–6, 6–2, 6–3          |
| 1995 | Filip Dewulf          | Thomas Muster         | 7–5, 6–2, 1–6, 7–5             |
| 1996 | Boris Becker          | Jan Siemerink         | 6–4, 6(7)–7, 6–2, 6–3          |
| 1997 | Goran Ivanišević (2)  | Greg Rusedski         | 3–6, 6(4)–7, 7–6(17), 6–2, 6–3 |
| 1998 | Pete Sampras          | Karol Kučera          | 6–3, 7–6(3), 6–1               |
| 1999 | Greg Rusedski         | Nicolas Kiefer        | 6(7)–7, 2–6, 6–3, 7–5, 6–4     |
| 2000 | Tim Henman            | Tommy Haas            | 6–4, 6–4, 6–4                  |
| 2001 | Tommy Haas (1)        | Guillermo Cañas       | 6–2, 7–6(8), 6–4               |
| 2002 | Roger Federer (1)     | Jiří Novák            | 6–4, 6–1, 3–6, 6–4             |
| 2003 | Roger Federer (2)     | Carlos Moyá           | 6–3, 6–3, 6–3                  |
| 2004 | Feliciano López       | Guillermo Cañas       | 6–4, 1–6, 7–5, 3–6, 7–5        |
| 2005 | Ivan Ljubičić (1)     | Juan Carlos Ferrero   | 6–2, 6–4, 7–6(7)               |
| 2006 | Ivan Ljubičić (2)     | Fernando González     | 6–3, 6–4, 7–5                  |
| 2007 | Novak Đoković         | Stan Wawrinka         | 6–4, 6–0                       |
| 2008 | Philipp Petzschner    | Gaël Monfils          | 6–4, 6–4                       |
| 2009 | Jürgen Melzer (1)     | Marin Čilić           | 6–4, 6–3                       |
| 2010 | Jürgen Melzer (2)     | Andreas Haider-Maurer | 6(10)–7, 7–6(4), 6–4           |
| 2011 | Jo-Wilfried Tsonga    | Juan Martín del Potro | 6(5)–7, 6–3, 6–4               |
| 2012 | Juan Martín del Potro | Grega Žemlja          | 7–5, 6–3                       |
| 2013 | Tommy Haas (2)        | Robin Haase           | 6–3, 4–6, 6–4                  |
| 2014 | Andy Murray (1)       | David Ferrer          | 5–7, 6–2, 7–5                  |
| 2015 | David Ferrer          | Steve Johnson         | 4–6, 6–4, 7–5                  |
| 2016 | Andy Murray (2)       | Jo-Wilfried Tsonga    | 6–3, 7–6(6)                    |
| 2017 | Lucas Pouille         | Jo-Wilfried Tsonga    | 6–1, 6–4                       |
| 2018 | Kevin Anderson        | Kei Nishikori         | 6–3, 7–6(3)                    |
| 2019 | Dominic Thiem         | Diego Schwartzman     | 3–6, 6–4, 6–3                  |
| 2020 | Andrej Rublëv         | Lorenzo Sonego        | 6–4, 6–4                       |
| 2021 | Alexander Zverev      | Frances Tiafoe        | 7–5, 6–4                       |
| 2022 | Daniil Medvedev       | Denis Shapovalov      | 4–6, 6–3, 6–2                  |
| 2023 | Jannik Sinner         | Daniil Medvedev       | 7–6(7), 4–6, 6–3               |
| 2024 | Jack Draper           | Karen Chačanov        | 6–4, 7–5                       |

### Doppio
| Anno | Vincitori                                  | Finalisti                            | Risultato              |
| ---- | ------------------------------------------ | ------------------------------------ | ---------------------- |
| 1974 | Andrew Pattison Raymond Moore              | Bob Hewitt Frew McMillan             | 6–4, 5–7, 6–4          |
| 1975 | Torneo non disputato                       | Torneo non disputato                 | Torneo non disputato   |
| 1976 | Bob Hewitt (1) Frew McMillan (1)           | Brian Gottfried Raúl Ramírez         | 6–4, 4–0 rit.          |
| 1977 | Bob Hewitt (2) Frew McMillan (2)           | Wojciech Fibak Jan Kodeš             | 6–4, 6–3               |
| 1978 | Víctor Pecci Balázs Taróczy                | Bob Hewitt Frew McMillan             | 6–3, 6–7, 6–4          |
| 1979 | Bob Hewitt (3) Frew McMillan (3)           | Brian Gottfried Raúl Ramírez         | 6–4, 3–6, 6–1          |
| 1980 | Stan Smith (1) Robert Lutz                 | Heinz Günthardt Pavel Složil         | 6–1, 6–2               |
| 1981 | Steve Denton Tim Wilkison (1)              | Sammy Giammalva Fred McNair          | 4–6, 6–3, 6–4          |
| 1982 | Henri Leconte Pavel Složil                 | Mark Dickson Terry Moor              | 6–1, 7–6               |
| 1983 | Stan Smith (2) Mel Purcell (1)             | Marcos Hocevar Cássio Motta          | 6–3, 6–4               |
| 1984 | Wojciech Fibak (1) Sandy Mayer             | Heinz Günthardt Balázs Taróczy       | 6–4, 6–4               |
| 1985 | Mike De Palmer Gary Donnelly               | Sergio Casal Emilio Sánchez          | 6–4, 6–3               |
| 1986 | Ricardo Acioly Wojciech Fibak (2)          | Brad Gilbert Slobodan Živojinović    | Abbandono              |
| 1987 | Mel Purcell (2) Tim Wilkison (2)           | Emilio Sánchez Javier Sánchez        | 6–3, 7–5               |
| 1988 | Alex Antonitsch Balázs Taróczy             | Kevin Curren Tomáš Šmíd              | 4–6, 6–3, 7–6          |
| 1989 | Jan Gunnarsson Anders Järryd (1)           | Paul Annacone Kelly Evernden         | 6–2, 6–3               |
| 1990 | Udo Riglewski Michael Stich                | Jorge Lozano Todd Witsken            | 6–4, 6–4               |
| 1991 | Gary Muller Anders Järryd (2)              | Jakob Hlasek Patrick McEnroe         | 6–4, 7–5               |
| 1992 | Ronnie Båthman Anders Järryd (3)           | Kent Kinnear Udo Riglewski           | 6–3, 7–5               |
| 1993 | Byron Black Jonathan Stark                 | Mike Bauer David Prinosil            | 6–3, 7–6               |
| 1994 | Mike Bauer David Rikl                      | Alex Antonitsch Greg Rusedski        | 7–6, 6–4               |
| 1995 | Ellis Ferreira Jan Siemerink               | Todd Woodbridge Mark Woodforde       | 6–4, 7–5               |
| 1996 | Evgenij Kafel'nikov (1) Daniel Vacek (1)   | Pavel Vízner Menno Oosting           | 6–4, 7–5               |
| 1997 | Ellis Ferreira Patrick Galbraith           | Marc-Kevin Goellner David Prinosil   | 6–3, 6–4               |
| 1998 | Evgenij Kafel'nikov (2) Daniel Vacek (2)   | David Adams John-Laffnie de Jager    | 7–5, 6–3               |
| 1999 | David Prinosil Sandon Stolle               | Piet Norval Kevin Ullyett            | 7–6(7), 7–5            |
| 2000 | Evgenij Kafel'nikov (3) Nenad Zimonjić (1) | Jiří Novák David Rikl                | 6–4, 6–4               |
| 2001 | Martin Damm (1) Radek Štěpánek             | Jiří Novák David Rikl                | 6–3, 6–2               |
| 2002 | Joshua Eagle Sandon Stolle                 | Jiří Novák Radek Štěpánek            | 6–4, 6–3               |
| 2003 | Yves Allegro Roger Federer                 | Mahesh Bhupathi Maks Mirny           | 7–6(7), 7–5            |
| 2004 | Martin Damm (2) Cyril Suk                  | Gastón Etlis Martín Rodríguez        | 6(4)–7, 6–4, 7–6(4)    |
| 2005 | Mark Knowles Daniel Nestor (1)             | Jonathan Erlich Andy Ram             | 5–3, 5–4(2)            |
| 2006 | Petr Pála Pavel Vízner                     | Julian Knowle Jürgen Melzer          | 6–4, 3–6, [12–10]      |
| 2007 | Mariusz Fyrstenberg Marcin Matkowski       | Tomas Behrend Christopher Kas        | 6–4, 6–2               |
| 2008 | Maks Mirny Andy Ram                        | Philipp Petzschner Alexander Peya    | 6–1, 7–5               |
| 2009 | Łukasz Kubot Oliver Marach                 | Julian Knowle Jürgen Melzer          | 2–6, 6–4, [11–9]       |
| 2010 | Daniel Nestor (2) Nenad Zimonjić (2)       | Mariusz Fyrstenberg Marcin Matkowski | 7–5, 3–6, [10–5]       |
| 2011 | Bob Bryan Mike Bryan                       | Maks Mirny Daniel Nestor             | 7–6(10), 6–3           |
| 2012 | Andre Begemann Martin Emmrich              | Julian Knowle Filip Polášek          | 6–4, 3–6, [10–4]       |
| 2013 | Florin Mergea Lukáš Rosol                  | Julian Knowle Daniel Nestor          | 7–5, 6–4               |
| 2014 | Jürgen Melzer Philipp Petzschner           | Andre Begemann Julian Knowle         | 7–6(6), 4–6, [10–7]    |
| 2015 | Łukasz Kubot (1) Marcelo Melo (1)          | Jamie Murray John Peers              | 4–6, 7–6(3), [10–6]    |
| 2016 | Łukasz Kubot (2) Marcelo Melo (2)          | Oliver Marach Fabrice Martin         | 4–6, 6–3, [13–11]      |
| 2017 | Rohan Bopanna Pablo Cuevas                 | Marcelo Demoliner Sam Querrey        | 7–6(7), 6(4)–7, [11–9] |
| 2018 | Joe Salisbury (1) Neal Skupski             | Mike Bryan Édouard Roger-Vasselin    | 7–6(5), 6–3            |
| 2019 | Rajeev Ram (1) Joe Salisbury (2)           | Łukasz Kubot Marcelo Melo            | 6–4, 6(5)–7, [10–5]    |
| 2020 | Łukasz Kubot (3) Marcelo Melo (3)          | Jamie Murray Neal Skupski            | 7–6(5), 7–5            |
| 2021 | Juan Sebastián Cabal Robert Farah          | Rajeev Ram Joe Salisbury             | 6–4, 6–2               |
| 2022 | Alexander Erler (1) Lucas Miedler (1)      | Santiago González Andrés Molteni     | 6–3, 7–6(1)            |
| 2023 | Rajeev Ram (2) Joe Salisbury (3)           | Nathaniel Lammons Jackson Withrow    | 6–4, 5–7, [12–10]      |
| 2024 | Alexander Erler (2) Lucas Miedler (2)      | Neal Skupski Michael Venus           | 4–6, 6–3, [10–1]       |